# المقنعية
المقنعية او المبيضة احد فرق الخرمية واتباع المقنع الخرانسي.

## العقائد
استحله الزنا والخمر وأنكروا الصلاة والصوم والزكاة والحج والجهاد وادعى المقنع بانه نبي وثم بعده ادعى انه اله تجسد على شكل بشري

## انظر ايضا
- المزدكية
- الخرمية
- البابكية
- المازيارية
- الأبو مسلمية
- المقنعية